# Cultura organizzativa
La cultura organizzativa rappresenta un fenomeno che si manifesta negli assunti fondamentali che guidano un'organizzazione. Si concretizza nei comportamenti, nei valori e nelle relazioni che caratterizzano l'organizzazione stessa, sia al suo interno che con l'ambiente esterno.
La cultura organizzativa, per essere considerata come fenomeno reale, non può essere estrapolata dal suo contesto, ma va sempre relazionata ad uno specifico ambito di riferimento.

## Definizione
La cultura organizzativa costituisce un tema molto discusso ed attuale, viene infatti considerata ingrediente imprescindibile del successo di aziende e organizzazioni. È negli anni Ottanta che si propongono delle definizioni di questo concetto, fra i più complessi e articolati della teoria organizzativa. Tra i contributi più citati e conosciuti si trovano le proposte degli antropologi, primo fra tutti Edgar Schein, che ne dà questa definizione: “La cultura organizzativa è l'insieme coerente di assunti fondamentali che un certo gruppo ha inventato, scoperto o sviluppato mentre imparava ad affrontare i problemi legati al suo adattamento esterno o alla sua integrazione interna, e che hanno funzionato in modo tale da essere considerati validi e quindi degni di essere insegnati ai nuovi membri come il modo corretto di percepire, pensare e sentire in relazione a tali problemi.”
La cultura organizzativa è un concetto polisemico, ma è nella definizione di Schein che si ritrovano maggiori convergenze con le altre prospettive, prevalentemente sociologiche e antropologiche, che prendono in esame questo particolare aspetto della cultura.

## Classificazione della cultura organizzativa
Ci sono diverse modalità per classificare le manifestazioni della cultura.

### Tipologie di cultura organizzativa
Una prima possibile classificazione delle tipologie di cultura è quella individuata da Enriquez. Queste rappresentano una chiave di lettura per decodificare il contesto organizzativo in relazione ai suoi modelli di comportamento. I tipi di culture organizzative sono:
1. cultura autoritaria: si contraddistingue per la presenza di un capo carismatico, per il rispetto di quella che risulta essere l'autorità formale dell'organizzazione e per comunicazioni di tipo top-down[4]. Il dialogo è basato sulla consegna di direttive da seguire e l'autorità risulta essere controllante;
2. cultura burocratica: caratterizzata dall'osservanza delle norme, dall'alta formalizzazione circa i ruoli ed i compiti di ciascuno, da informazioni discendenti, dunque top-down, e dalla scarsa partecipazione dei membri;
3. cultura paternalistico-clientelare: si basa sull'appartenenza ad un gruppo e dallo scambio di benefici tra il capo e i membri del gruppo stesso;
4. cultura tecnocratica: i suoi elementi caratteristici sono la competenza professionale, l'efficacia aziendale, l'efficienza il rendimento, la competizione e l'orientamento all'obiettivo da raggiungere;
5. cultura cooperativa: è basata sulla partecipazione di tutti i membri alle decisioni o alle iniziative organizzative, sul lavoro di gruppo, sulle comunicazioni di tipo informale, e su livelli gerarchici ridotti.

### Cultura organizzativa e top manager
La cultura organizzativa può essere classificata anche sulla base della personalità dei top manager. In questo caso, è possibile individuare cinque tipi di cultura organizzativa:
1. cultura carismatica: si manifesta quando la personalità del manager è di tipo teatrale, ovvero quando, quest'ultimo, è una persona che ha bisogno di attenzione, è esibizionista, ha sentimenti di grandiosità ed ha un alto bisogno di visibilità. Tende a essere affascinante ma superficiale, infatti le decisioni all'interno dell'organizzazione sono basate sull'intuito;
2. cultura paranoica: la personalità del manager è di tipo sospettoso. Infatti, il manager non si fida di nessuno, è ostile nei confronti degli altri collaboratori. In questo tipo di organizzazione c'è il timore che gli altri possano acquisire potere, perciò la condivisione delle informazioni risulta essere difficile;
3. cultura conservativa: tipica delle organizzazioni con manager depresso. Si hanno comportamenti passivi, di scarsa attività e di bassa fiducia in se stessi, poiché c'è l'idea di non essere capaci di influire sugli eventi. Il manager si focalizza prevalentemente nel far rispettare le regole dell'organizzazione;
4. cultura burocratica: la personalità del manager è di tipo coercitivo. L'attenzione è rivolta al controllo dei comportamenti dei membri dell'organizzazione, infatti il bisogno è quello di esercitare il controllo;
5. cultura politicizzata: si manifesta quando la personalità del manager è distaccata nei confronti delle altre persone e dell'ambiente. Si evitano le relazioni interpersonali e vi è un atteggiamento di freddezza.

### Cultura e sistemi di ricompensa
Le culture organizzative oggi possono essere ricondotte a quattro modelli, non necessariamente solo ad uno di essi,  presenti nelle organizzazioni:
- cultura funzionale: le ricompense sono calcolate in base alla posizione ricoperta all'interno di un'azienda. L'obiettivo di tale cultura è che ciascun dipendente svolga il proprio lavoro in modo ottimale, precludendolo dalla possibilità di acquisire nuove abilità.
- cultura di processo: è una cultura più flessibile e agile rispetto a quella funzionale ed il sistema di ricompensa è legato al contributo che il dipendente dà allo sviluppo dell'azienda attraverso l'attività eseguita all'interno del gruppo. È una cultura che, diversamente da quella funzionale, fa un largo impiego di incentivi che possono incoraggiare il dipendente ad avere performance qualitativamente migliori con l'obiettivo di soddisfare le esigenze e richieste del cliente.
- cultura time-based:  in tal caso l'obiettivo è produrre meglio nel più breve arco di tempo possibile. È una cultura adottata da aziende flessibili, in grado di adattarsi rapidamente ai cambiamenti dell'ambiente esterno all'impresa. Il sistema di ricompense in tal caso è variabile, dipende dai risultati raggiunti, dalla capacità  e velocità di adattamento.
- cultura a network: le imprese che sono caratterizzate da questo tipo di cultura mirano a rispondere nel più breve tempo e nel modo più efficace possibile alle esigenze del cliente attraverso dei gruppi ad hoc o delle alleanze temporanee che insieme portano a compimento uno specifico obiettivo.  Il sistema di ricompense dipende dalle variazioni che subisce il mercato, viene però stabilita una quota fissa di retribuzione alla quale si aggiungono ricompense sulla base del successo ottenuto dal lavoro svolto nel gruppo.

## Schein: livelli della cultura organizzativa
Edgar Schein distingue la cultura organizzativa in tre livelli, intendendo questi ultimi come il grado differente in cui il fenomeno culturale si rende visibile all'osservatore. Si passa dal livello più visibile, quello degli artefatti, a quello meno visibile, rappresentato dagli assunti di base.
- Artefatti: sono tutti quegli elementi che rendono visibili i valori e gli assunti di base della cultura di un'organizzazione. Sono, quindi, i linguaggi o comportamenti che sono adottati dai membri di un'azienda, la tecnologia impiegata o l'ambiente fisico e sociale (architettura e arredamento ne sono un esempio) ivi presente.
- Valori: sono quelle convinzioni e opzioni a cui i membri di un'organizzazione fanno riferimento in modo automatico. Possono essere definiti in documenti, come gli statuti, o espressi in discorsi ufficiali e non ufficiali. Hanno l'obiettivo di consolidare il senso di appartenenza all'organizzazione  ed il consenso nei confronti della leadership organizzativa.
- Assunti di base: sono le convinzioni inconsce, le percezioni, ciò che viene dato per scontato. Sono radicati nella cultura organizzativa e per questo sono difficili da modificare.

## Prospettive sulla cultura organizzativa
La cultura organizzativa può essere letta in maniera diversa a seconda di come le persone la intendono. In merito a ciò, Joanne Martin ha individuato tre differenti prospettive teoriche:
1. prospettiva dell'integrazione, la quale vede la cultura come uno strumento per creare integrazione ed accordo fra i membri dell'organizzazione. Questo grazie alla coerenza, immediatezza e condivisione dei valori realizzati, organizzati e resi ufficiali dal management.
2. prospettiva della differenziazione, la quale intende la cultura come dei "modelli di senso". Questo unisce all'interno della stessa organizzazione più subculture; quindi quest'ultime sono sovrapposte e possono essere caratterizzate da relazioni d'armonia, conflitto o indifferenza.
3. prospettiva della frammentazione, la quale evidenzia la pluralità dei punti di vista, sempre variabili ed imprevedibili, fra i componenti di un'organizzazione. Secondo quest'approccio l'ambiguità rappresenta il tema principale che ne definisce la cultura organizzativa.

Tutti gli approcci presentano, in modo diverso, un rapporto con l'ambiguità: la prospettiva dell'integrazione la rifiuta; quella della differenziazione la spiega in modo rigoroso ed infine quella della frammentazione la riconosce completamente e la accoglie.

## Cultura organizzativa e Cambiamento
La cultura organizzativa può mutare quando un elemento dell'ambiente esterno all'azienda si trasforma, oppure quando muta una sua variabile interna. Schein sostiene che prima di modificare la cultura si devono sempre analizzare i problemi che un'organizzazione ha e, successivamente, chiedersi se la cultura ne impedisce o aiuta le soluzioni. Ci possono poi essere dei fattori interni (interessi specifici degli stakeholders; razionalità limitata e opportunismo dei decision maker, ...) o esterni (barriere tecnologiche, commerciali; assenza di trasparenza ambientale; asimmetria informativa; ...) all'organizzazione che possono ostacolare il cambiamento.
Modificare la cultura di un'organizzazione è quindi un processo lento e difficile da attuare in quanto le persone le attribuiscono diversi significati ed interpretazioni. Per questo motivo, ci sono strategie diverse di attuazione del cambiamento culturale, come quelle che seguono:
- top-down, dove la trasformazione culturale dell'azienda è promossa dai livelli superiori dell'organizzazione verso quelli inferiori. Per questo motivo, il suo cambiamento si diffonde velocemente;
- side to side, dove il cambiamento della cultura organizzativa è la conseguenza della presa in esame e, successivo loro cambiamento, dei processi tramite i quali viene condotta l'attività lavorativa.
- bottom up, dove il cambiamento culturale dell'azienda avviene in seguito alla segnalazione, da parte dei dipendenti dell'organizzazione verso i dirigenti, di inadeguatezze in ambito lavorativo.

Per promuovere in modo positivo il cambiamento culturale di un'organizzazione, uno strumento efficace è la formazione. Mediante la comunicazione, il formatore coordina il dialogo, la formulazione delle domande ed il confronto fra le diverse opinioni. Tutto ciò avendo, come scopo, quello di favorire una condivisione di significati fra i membri interni all'azienda verso la creazione di un senso d'appartenenza e lo sviluppo dell'empowerment delle persone.

## Cultura organizzativa e prestazione lavorativa
Il concetto di cultura deriva sia dal punto di vista concettuale che metodologico dall’antropologia, dunque viene solitamente studiato preferendo un livello di studio di gruppo rispetto ad uno individuale. Tuttavia solo nel 1979, grazie al contributo di Pettigrew, tale tematica è stata introdotta negli studi organizzativi. L’autore ha mostrato come i concetti di credenze, ideologia, linguaggio, rituali e miti potessero essere applicati anche negli studi delle organizzazioni, sebbene tale applicazione fosse molto complessa.
Il miglior modo per distinguere gli approcci descrittivi e metodologici alla cultura è prendere come punto di riferimento la prospettiva secondo cui le organizzazioni sono caratterizzate dalle culture piuttosto che quella per cui le organizzazioni sono esse stesse delle culture. Quest’ultima si pone come obiettivo la comprensione del modo in cui membri dell’organizzazione arrivino a condividere gli assunti fondamentali che guidano il loro funzionamento come organizzazione. Questo approccio di ricerca tende ad essere induttivo ed utilizza metodi qualitativi, in quanto questi permettono di identificare delle manifestazioni uniche della cultura nei diversi contesti. I ricercatori che seguono la prima visione, invece, sono interessati ai modi in cui le organizzazioni differiscono. Solitamente utilizzano una prospettiva di ricerca comparativa; per tale motivo, in questo tipo di approccio è predominante l’utilizzo di questionari.
L’idea che le organizzazioni abbiano delle culture sposta l’attenzione sulla relazione tra la cultura organizzativa e la prestazione lavorativa. La ricerca su tale relazione, come nota Sackmann, riscontra delle difficoltà che riguardano il livello della cultura su cui focalizzarsi (ad esempio miti, storie, valori, comportamento), l’unità d’analisi (le sottoculture all’interno dell’organizzazione oppure l’intera organizzazione) e le dimensioni di contenuto attraverso le quali è meglio effettuare le valutazioni (ad esempio le tattiche di socializzazione o le azioni della leadership).
Il test più completo sulla relazione tra cultura organizzativa e performance organizzativa è stato fornito da Hartnell e alcuni suoi colleghi, utilizzando come base il Competing Values Framework (CVF) di Quinn e Rohrbaugh. Questo modello è caratterizzato da due serie di valori opposti con dimensioni bipolari che, incrociati, definiscono quattro celle. Queste dimensioni bipolari pongono agli antipodi flessibilità e stabilità della struttura e focus interno ed esterno. L’incrocio delle due dimensioni produce una tabella 2x2 composta da quattro celle contenenti valori concettualmente in competizione, accostando ciò che è importante nelle organizzazioni, i modi in cui tali valori si manifestano nelle organizzazioni e la possibilità di successo in diversi domini di performance organizzativa. Le quattro celle sono denominate clan (interna e flessibile con un focus sulle persone), adhrocrazia (esterna e flessibile con un focus sulla crescita), mercato (esterna e stabile con un focus sulla competizione) e gerarchia (interna e stabile con un focus sulla struttura organizzativa).
Con il CVF viene ripreso il concetto nel quale la cultura si esplicita nelle organizzazioni in molteplici forme, sottolineando che la probabilità di successo di un’organizzazione dipende dal suo focus ma anche dalla cultura organizzativa stessa. In uno studio di Hartnell vengono indagate le dimensioni del CVF e i tre indicatori dell’efficacia organizzativa (attitudini dei dipendenti, prestazione operativa e prestazione finanziaria) ed emerge che le organizzazioni più simili alla cella clan avevano i dipendenti con maggior tasso di soddisfazione lavorativa e commitment, mentre quelle più orientate al mercato avevano un incremento delle prestazioni operative e finanziarie. Infine, le organizzazioni che soddisfacevano i punteggi in tutte e quattro le celle del CVF erano soddisfacenti in tutte e tre gli indicatori dell’efficacia organizzativa. Da ciò è facile concludere che un’organizzazione che ha un impegno omogeneo nei campi di indagine avrà dei risultati complessivamente efficaci, mentre quelle che si focalizzano su un aspetto in particolare saranno efficaci proprio in quell’aspetto ma tenderanno chiaramente a tralasciarne altri. 

## Il lato oscuro della cultura organizzativa
Un punto critico di una cultura organizzativa è la possibile chiusura dell'organizzazione in se stessa: significa fare riferimento solo ai propri valori interni e non essere inclini a modificarli, nonostante un loro cambiamento potrebbe magari condurre ad una crescita aziendale e giovare per il raggiungimento degli obiettivi. Questo fattore può rendere difficoltoso anche scoprire probabili fonti di pericolo che si celano, ma che in questo modo non vengono alla luce: a questo proposito John Turner scrive dell'ambivalenza della cultura, la quale da una parte incentiva la coesione del gruppo di lavoro, che condivide valori e priorità, ma dall'altra può rischiare di portare un'organizzazione a non riconoscere né i propri limiti, né eventuali ostacoli e neppure opportunità che possono provenire dall'ambiente esterno. La cultura è vista anche come uno strumento di controllo ed il management possiede la capacità di istituire culture aziendali, creando regole e infondendo valori; tuttavia questo argomento è ancora motivo di discussione perché questo requisito non è certo che porti un'azienda al successo. Si delinea un tipo di controllo che si basa sull'interiorizzazione dei valori promossi, ma un'organizzazione non può eliminare la personalità di ognuno: da questo emerge il concetto del lato oscuro di una cultura organizzativa, perché sono presenti in essa azioni di manipolazione ed ambivalenza, facendo riferimento ad una serie di comportamenti individuali ed organizzativi prodotti dai processi organizzativi.
Vaughan individua tre livelli che possono portare al cosiddetto "dark side":
- l'ambiente
- le caratteristiche organizzative
- i processi cognitivi e decisionali

Tuttavia, non sempre la devianza sopra descritta viene considerato un fattore negativo: questo tipo di comportamento può essere positivo, e a volte  è  proprio favorito dalle relazioni che ne caratterizzano le organizzazioni stesse.